# 7555 Venvolkov
7555 Venvolkov è un asteroide della fascia principale. Scoperto nel 1981, presenta un'orbita caratterizzata da un semiasse maggiore pari a 2,3478126 UA e da un'eccentricità di 0,2001761, inclinata di 2,08337° rispetto all'eclittica.